# Sông Ông
Sông Ông hay sông Tầm Ngân là một con sông đổ ra Sông Cái Phan Rang. Sông Ông chảy qua các tỉnh Ninh Thuận, Lâm Đồng .
Sông có chiều dài 28 km và diện tích lưu vực là 215 km² .

## Dòng chảy
Phần thượng nguồn sông có tên Sông Tầm Ngân, khởi nguồn từ vùng núi giáp ranh với thị trấn Đ'Ran huyện Đơn Dương tỉnh Lâm Đồng. Tên sông Tầm Ngân gắn với buôn Tầm Ngân của xã Lâm Sơn . 11°53′56″B 108°40′11″Đ / 11,898878°B 108,669711°Đ.
Tại xã Lâm Sơn sông Tầm Ngân hợp lưu với sông Pha thành sông Ông, chảy về hướng đông nam.
Sông Ông đổ vào Sông Cái Phan Rang tại phần đông xã Quảng Sơn huyện Ninh Sơn .

## Chỉ dẫn
Bản "Danh mục lưu vực sông liên tỉnh" có lỗi đánh máy ghi thành "Sông Tâm Ngân" và xếp nó là phần thượng nguồn của sông Ông . Theo "Danh mục địa danh dân cư..." thì "Tầm Ngân" ghi là "suối Tầm Ngân" . Dòng chính thượng nguồn của sông Ông là sông Pha.
Trong thực tế giao thông theo quốc lộ 27 dẫn đến Sông Pha được coi là chảy liên tục từ đèo Sông Pha đến chỗ đổ vào Sông Cái Phan Rang, như thể hiện trên Google Maps. Tên "sông Ông" là tên lịch sử hiện ít dùng.